# Héctor Sáez
Héctor Sáez Benito (Caudete, 6 november 1993) is een Spaans wielrenner die als beroepsrenner reed voor onder meer Caja Rural-Seguros RGA.

## Carrière
In 2010 werd Sáez nationaal juniorenkampioen op de weg door in Segovia solo over de streep te komen. Drie jaar later werd hij vijfde op het beloftenkampioenschap.
In mei 2015 stapte Sáez over van het amateurteam van Caja Rural naar de profs. Zijn debuut maakte hij in de Grote Prijs van Plumelec, waar hij op plek 67 eindigde. In 2016 werd hij tweede in het jongerenklassement van de Ronde van de Algarve, ruim twee minuten achter winnaar Tiesj Benoot.

## Overwinningen
2010
 Spaans kampioen op de weg, Junioren
2019
6e etappe Ronde van Portugal

## Resultaten in voornaamste wedstrijden
| Jaar | Ronde van Italië | Ronde van Frankrijk | Ronde van Spanje |
| ---- | ---------------- | ------------------- | ---------------- |
| 2017 |                  |                     | 76e              |
| 2018 |                  |                     | 85e              |
| 2019 |                  |                     | 82e              |
| 2019 |                  |                     | opgave           |

| Jaar | Waalse Pijl | Clásica San Sebastián |
| ---- | ----------- | --------------------- |
| 2017 |             | opgave                |
| 2018 |             |                       |
| 2019 | opgave      |                       |
| 2020 |             |                       |

## Ploegen
- 2015 –  Caja Rural-Seguros RGA (vanaf 20 mei)
- 2016 –  Caja Rural-Seguros RGA
- 2017 –  Caja Rural-Seguros RGA
- 2018 –  Euskadi Basque Country-Murias
- 2019 –  Euskadi Basque Country-Murias
- 2020 –  Caja Rural-Seguros RGA
- 2021 –  Caja Rural-Seguros RGA
- 2022 –  Glassdrive Q8 Anicolor

Aramendia · Arroyo · Barbero · Benito · Bilbao · Carthy · Ferrari · Fraile · Gonçalves · Grijalba · Lasca · Madrazo · Mas · Molina · Pardilla · Parra · Prades · Sáez · Txurruka · Vilela · Jiménez (stagiair) · Murphy (stagiair) · Rosón (stagiair)
Aramendia · Arroyo · Barbero · Benito · Bilbao · Carthy · Ferrari · Gallego · D. Gonçalves · J. Gonçalves · Lastra · Madrazo · Mas · Molina · Pardilla · Prades · Rosón · Rubio · Sáez · Vilela · Azkarate (stagiair) · Irisarri (stagiair) · Zabala (stagiair)
Aranburu · Arroyo · Benito · Butler · Celano · Ferrari · Irisarri · Lastra · Mas · Molina · Oien · Page · Pardilla · Prades · Reis · Rosón · Rubio · Sáez · Schultz · Trofimov · Zabala · Pelegrí (stagiair) · Serrano (stagiair) · Sola (stagiair)
Aberasturi · Aristi · Bagües · Barceló · Barrenetxea · Barthe · Bizkarra · Bravo · González · Irizar · Iturria · Loubet · Prades · Ó. Rodríguez · S. Rodríguez · Sáez · Samitier · Sanz · Txoperena · Udondo
Aristi · Bagües · Barceló · Barrenetxea · Barthe · Berrade · Bizkarra · Bravo · González · Intxausti · Irizar · Iturria · López-Cózar · Ó. Rodríguez · S. Rodríguez · Sáez · Samitier · Sanz · Udondo · Viejo